# Одоевское княжество

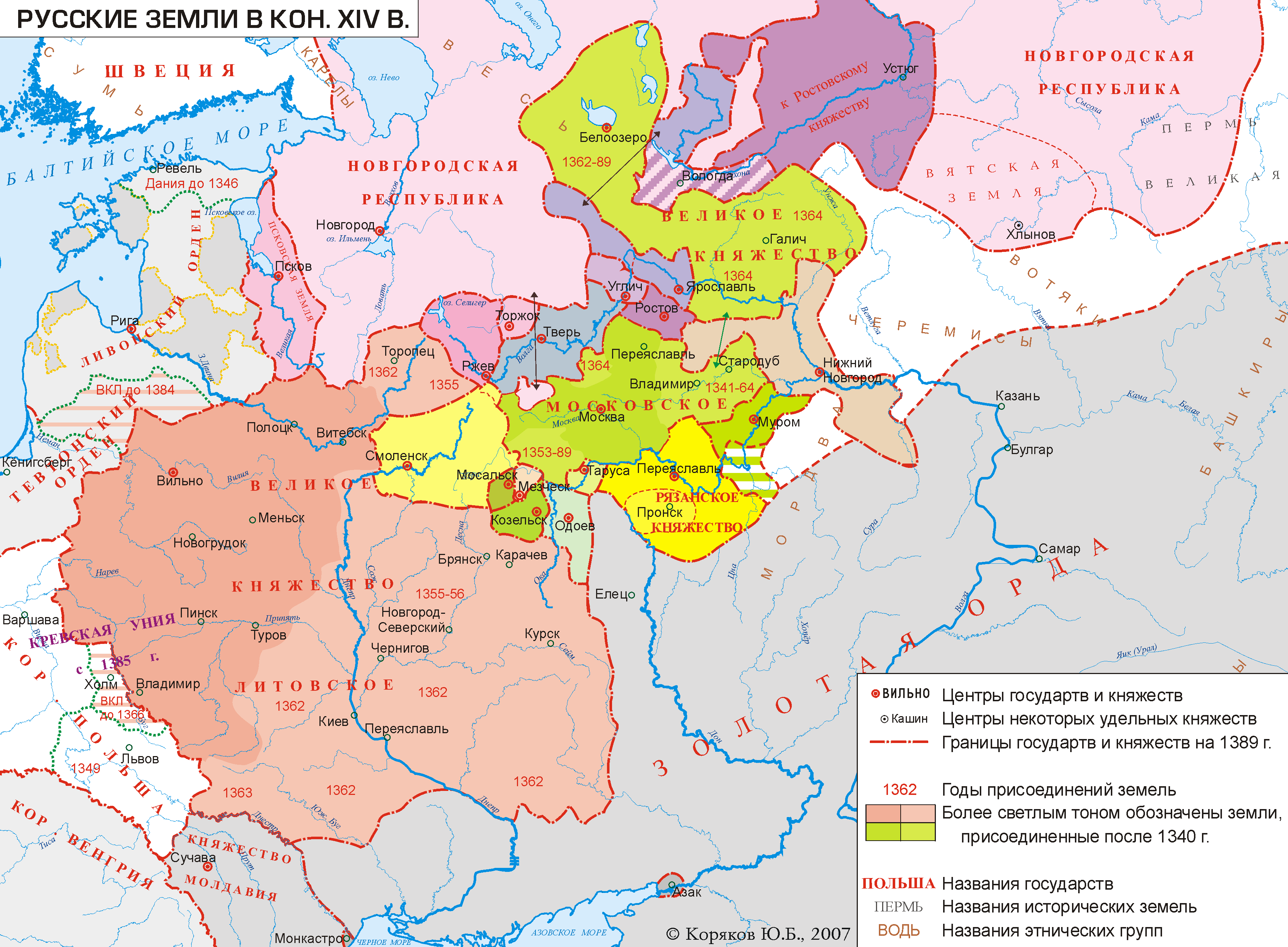
Русские земли в 1389 году

Одоевское княжество — одно из Верховских княжеств XIV—XVI вв. с центром в городке Одоев.

## История
В ходе распада Черниговского княжества на Руси, который происходил во второй половине XIII — начале XIV веков, образовался ряд уделов. Одним из этих уделов было Новосильское княжество. По родословной легенде один из правителей этого княжества — князь Новосильский Роман Семенович «из Новосили в Одоев пришел жити от насилья от татарского». Предполагается, что произошло это после разорения Новосиля татарами, которое согласно летописям произошло в 1375 году. С этого времени Новосильское княжество распалось на ряд уделов, одним из которых стало Одоевское княжество. В поздней росписи Роман Семёнович назван князем Одоевским.
В 1407 году Одоевское княжество было захвачено и присоединено великими князьями Литовскими к своим владениям, однако правитель княжества, Юрий Романович, сохранил права удельного князя.
В середине XV века князь Семён Юрьевич Одоевский и его трое сыновей перешли в московское подданство, а великий князь московский и государь всея Руси Иван III Васильевич утвердил удельное княжество за ними. Но в XVI веке Одоевское княжество было ликвидировано, а князья Одоевские перешли на положение служилых князей.

## Князья Одоевские
- Роман Семёнович (конец XIV века), князь Новосильский
- Юрий Романович Чёрный (1-я половина XV век), князь Одоевский
- Иван Юрьевич (ум. после 1459), князь Одоевский
- Семён Юрьевич (ум. 1473), князь Одоевский